# Linebacker

Die Position des Middle Linebackers in der 4-3-Formation

Linebacker (LB) ist eine Position im American Football, in der Mitte der Defense, hinter der Defensive Line und vor den Defensive Backs.
Je nach Ansicht des Betrachters und Philosophie des Trainers gibt es verschiedene Arten von Linebackern. Zum einen kann man Linebacker in Inside bzw. Middle und Outside Linebacker unterteilen. Inside Linebacker (Abkürzung ILB) benutzt man bei einer geraden Anzahl von Linebackern (z. B. in der sogenannten 3-4-Defense mit 4 Linebackern). Middle Linebacker (MLB) also bei ungerader Zahl (4-3 Defense mit 3 Linebackern). Die Abkürzung für die Outside Linebacker lautet OLB. Man kann diese noch feiner in linker OLB und rechter OLB unterteilen (LOLB/ROLB).
Zum anderen richten sich die Linebacker mit ihrer Aufstellung manchmal auch nach der Offense. Auf der Seite, wo der Tight End steht, stellt sich dann auch der Strongside Linebacker (SLB) auf. Sein Name rührt daher, dass die Seite des Tight Ends die Strongside, also die starke Seite der angreifenden Mannschaft ist. Auf der anderen Seite steht dann der Weakside Linebacker (WLB). Innen ändert sich an der Nomenklatur nichts gegenüber der ersten Variante, und zusammengefasst sind SLB und WLB ebenfalls als Outside Linebacker zu bezeichnen.
Die Anforderungen an den idealen Linebacker sind extrem hoch. Er sollte etwa 1,85 bis 1,90 m groß sein und einiges an Gewicht und Muskeln aufweisen können, sodass seine Masse bei rund 100 kg und darüber liegt. Des Weiteren sind Spielübersicht und Erfahrung vonnöten, gerade vom MLB, da dieser meist als Spielführer der Defense fungiert. Linebacker müssen sowohl gegen das Laufspiel als auch gegen das Passspiel verteidigen.